# Stephanie Lose
Stephanie Lose, född Kristensen 14 december 1982 i Løgumkloster, Danmark är en politiker. Hon är sedan november 2023 ekonomiminister för Venstre. Hon har tidigare varit ordförande för både Region Syddanmark (2015-2023) och för Danske Regioner (2018-2022). Vid Venstres extraordinära landsmöte i januari 2021 blev hon vald till vice partiledare for Venstre.

## Nationella uppdrag
Lose var minister utan portfölj från 9 mars till 1 augusti 2023, med planen att hon skulle ta över posten som  ekonomiminister. Då Jakob Ellemann-Jensen (partiledaren för Venstre och försvarsminister) blev sjukanmäld i februari 2023, tog Troels Lund Poulsen utöver sitt eget ekonomiministerie och också över forsvarsministeriets områden. Poulsen önskade dock att bli avlastad, varför Lose först temporärt blev minister utan portfölj. Då Jakob Elleman-Jensen återvände till sin post 1 augusti 2023 lämnade Stephanie Lose ministerposten (och fortsatte som regionsrådsordförande). Då Elleman-Jensen lämnade politiken helt 23 oktober 2023, övertog hon det organisatoriska ansvaret för Venstre.
Hon är sedan februari 2024 partiets kandidat till Folketinget i Esbjerg. Hon blev den 9 januari 2024 riddare av Dannebrogen.

## Regionala uppdrag
Lose tog 22 juni 2015 över ordförandeposten för Region Syddanmark från Carl Holst. Han hade blivit invald i Folketinget vid folketingsvalet 2015 fyra dagar tidigare. Hon hade varit medlem av regionrådet för Region Syddanmark sedan 2006 och hade tidigare varit ordförande för bland annat utskottet för regional utveckling samt innovationsutskottet.
Hon övertog i april 2017 posten som vice ordförande för Danske Regioner efter partikamraten Jens Stenbæk och behöll den posten till mars 2018 då hon övertog posten som ordförande från den mångårige ordföranden för organisationen, Bent Hansen (s), som avgick. Vid kommun- och regionvalet 2021 fick Lose 147 485 personröster, men blev av med ordförandeposten för Danske Regioner till Anders Kühnau.

## Privatliv och utbildning
Lose har varit medlem av Venstre sedan hon var 14 år. Hon är gift med Jakob Lose, som är kommunpolitiskt aktiv i Esbjergs kommun. De har två barn tillsammans. Hon tog cand.oecon.-examen vid Syddansk Universitet 2006.